# ميثيل سلفونيل الميثان
ميثيل سلفونيل الميثان هو مركب كبريتي عضويّ صيغته {\displaystyle {\ce {(CH3)2SO2}}}. يُعرف أيضًا بالعديد من الأسماء الأخرى منها ميثيل سلفون وثنائي ميثيل سلفون ({\displaystyle {\ce {DMSO2}}}). تتميز هذه المادة الصلبة عديمة اللون بصفات مجموعة السلفونيل الوظيفية وتعتبر خاملة كيميائيًا نسبيًا. تتواجد في الطبيعة في بعض النباتات البدائية، وتتواجد بكميات صغيرة في العديد من الأطعمة والمشروبات، وتُسوق على شكل مكمل غذائي. تُستخدَم أحيانًا كعامل قطع للميثامفيتامين المصنوع بطرق غير مشروعة. تتواجد أيضًا بشكل شائع في الغلاف الجوي فوق المناطق البحرية، حيث يُستخدم كمصدر للكربون من قبل بكتيريا أفيبيا المحمولة جوًا.

## التركيب والخصائص الكيميائية
يتمتع مركب ميثيل سلفونيل الميثان والسلفوكسيد المكافئ له، ثنائي ميثيل السلفوكسيد ( {\displaystyle {\ce {(CH3)2SO2}}} أو {\displaystyle {\ce {DMSO}}}) بخصائص فيزيائية مختلفة. تكون مادة ميثيل سلفونيل الميثان صلبة بلورية بيضاء في درجة حرارة الغرفة (نقطة الانصهار تساوي 109 درجة مئوية) في حين يكون ثنائي ميثيل السلفوكسيد سائلًا عادةً (نقطة الانصهار تساوي 19 درجة مئوية). يعد السلفوكسيد مذيبًا غير بروتوني ذو قطبية عالية وذواب في الماء؛ ويعتبر أيضًا ربيطةً ممتازة. يعد ميثيل سلفونيل الميثان أقل نشاطًا من ثنائي ميثيل السلفوكسيد لأن ذرة الكبريت في السلفون في حالة أكسدة قصوى. في الواقع، ينتج عن أكسدة السلفوكسيد السلفون، سواء في ظروف المخبر أو في الظروف الأيضية.

## استخدامه كمذيب
نظرًا لقطبيته واستقراره الحراري، يُستخدم ميثيل سلفونيل الميثان صناعيًا كمذيب للمواد العضوية وغير العضوية في درجات الحرارة العالية. يُستخدم كوسيط في الاصطناع العضوي. على سبيل المثال، يمكن إجراء تشريد لكلوريد الأريل بواسطة فلوريد البوتاسيوم في ميثيل سلفونيل الميثان المنصهر. مع ثابت تفكك حمض يقدر بنحو 31، يمكن استخراجه بواسطة أميد الصوديوم، ويشكل الأساس المقترن مادة فعالة محبة للنواة.

## علم العقاقير والسمية
تعد الجرعة المميتة الوسطية من ميثيل سلفونيل الميثان أكبر من 17.5 غرام لكل كيلوغرام من وزن الجسم. في الفئران، لم تلاحظ أي آثار ضارة بعد جرعة يومية قدرها 2 غرام من ميثيل سلفونيل الميثان لكل كيلوغرام من وزن الجسم. في دراسة متابعة لمدة 90 يومًا، تلقت الفئران جرعات يومية من ميثيل سلفونيل الميثان تبلغ 1.5 غرام لكل كيلوغرام، ولم تلاحظ أي تغييرات من حيث الأعراض أو كيمياء الدم أو من الناحية التشريحية.
أظهرت دراسات الرنين المغناطيسي النووي أنّ الجرعات الفموية من ميثيل سلفونيل الميثان تُمتص إلى الدم وتعبر الحاجز الدموي الدماغي. كشفت دراسة رنين مغناطيسي نووي أيضًا عن وجود مستويات قابلة للرصد من ميثيل سلفونيل الميثان في الدم والسائل النخاعي وجودًا طبيعيًا، ما يشير إلى أنها وصلت من مصادر غذائية، ومن الأيض البكتيري المعوي، واستقلاب الميثانثيول الداخلي في الجسم.
لم تبلّغ التجارب السريرية المنشورة حول ميثيل سلفونيل الميثان عن أي آثار جانبية خطيرة، ولكن لا تتواجد بيانات خاضعة لمراجعة الأقران حول آثار استخدامه على المدى الطويل على البشر.